# Gyel Lhakhang (Moschee)
| Tibetische Bezeichnung                                                     |
| -------------------------------------------------------------------------- |
| Tibetische Schrift: རྒྱལ་ལྷ་ཁང། བོད་ལྗོངས་ལྷ་ས་ཨི་སི་ལན་ཕྱག་ཁང་ཆེན་མོ།                 |
| Wylie-Transliteration: rgyal lha khang lha sa i si lan phyag khang chen mo |
| Chinesische Bezeichnung                                                    |
| Vereinfacht: 清真寺 拉萨清真大寺                                           |
| Pinyin:Qīngzhēn Sì Lāsà Qīngzhēn Dàsì                                      |

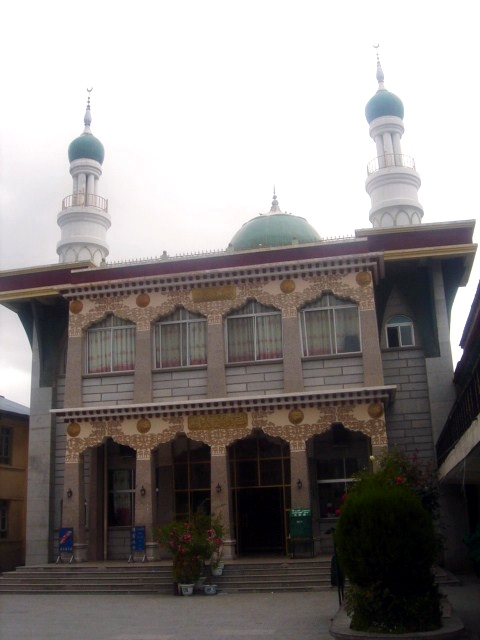

Gyel Lhakhang ist die größte Moschee in der tibetischen Hauptstadt Lhasa. Sie liegt in der Straße Wailing Lam südöstlich vom Barkhor-Platz. Die Moschee wurde im frühen 18. Jahrhundert erbaut und umfasst 2.600 Quadratmeter. Ihre Besucher sind größtenteils Nachfahren von Immigranten aus Ladakh und Kaschmir des 17. Jahrhunderts.